# Mario Peressin
Mario Peressin (Azzano Decimo, 17 maggio 1923 – L'Aquila, 11 ottobre 1999) è stato un arcivescovo cattolico italiano.

## Biografia
Nato nel 1923 ad Azzano Decimo, piccolo centro del pordenonese, fu ordinato sacerdote il 30 giugno 1946 dall'allora vescovo di Concordia Vittorio D'Alessi.
Completò i suoi studi a Roma dove si laureò in utroque iure, intraprendendo in seguito la carriera ecclesiastica diplomatica. Grazie anche alla sua conoscenza delle lingue straniere (conobbe fino a sette lingue) fu inviato come diplomatico in Filippine, Brasile, Argentina, Paraguay, Perù, Cile, Ruanda, Stati Uniti, Guatemala, El Salvador, Germania e Austria.
Papa Giovanni Paolo II lo elesse arcivescovo coadiutore dell'Aquila il 7 aprile 1983. Ricevette la consacrazione episcopale nel suo paese natale dal cardinale Sebastiano Baggio. Il 31 dicembre dello stesso anno divenne titolare dell'arcidiocesi, dopo le dimissioni del predecessore Carlo Martini.
Il 28 dicembre 1991 volle inaugurare presso il cimitero dell'Aquila, il monumento ai bambini mai nati, monumento voluto dall'arcivescovo, che era già noto per le sue posizioni anti-abortiste: tra l'altro fu promotore di una iniziativa per dare sepoltura alle spoglie dei bambini abortiti.
Si ritirò per raggiunti limiti di età il 6 giugno 1998 e morì in seguito all'aggravarsi delle sue precarie condizioni cardiache l'11 ottobre 1999, all'ospedale di Coppito.

## Genealogia episcopale e successione apostolica
La genealogia episcopale è:
- Cardinale Scipione Rebiba
- Cardinale Giulio Antonio Santori
- Cardinale Girolamo Bernerio, O.P.
- Arcivescovo Galeazzo Sanvitale
- Cardinale Ludovico Ludovisi
- Cardinale Luigi Caetani
- Cardinale Ulderico Carpegna
- Cardinale Paluzzo Paluzzi Altieri degli Albertoni
- Papa Benedetto XIII
- Papa Benedetto XIV
- Cardinale Enrico Enriquez
- Arcivescovo Manuel Quintano Bonifaz
- Cardinale Buenaventura Córdoba Espinosa de la Cerda
- Cardinale Giuseppe Maria Doria Pamphilj
- Papa Pio VIII
- Papa Pio IX
- Cardinale Alessandro Franchi
- Cardinale Giovanni Simeoni
- Cardinale Antonio Agliardi
- Cardinale Basilio Pompilj
- Cardinale Adeodato Giovanni Piazza, O.C.D.
- Cardinale Sebastiano Baggio
- Arcivescovo Mario Peressin

La successione apostolica è:
- Arcivescovo Giuseppe Molinari (1989)

## Aspetti controversi
Il 1991 fu considerato, con semplificazione giornalistica, come "anno nero" per l'arcidiocesi aquilana. Tra la fine del marzo e gli inizi di aprile di quell'anno infatti il quotidiano Il Centro pubblicò una lettera firmata da 27 parroci che chiedevano a papa Giovanni Paolo II la rimozione di Peressin «per il suo modo autoritario di amministrare la diocesi» e per «un attaccamento al denaro irrefrenabile, immorale e patologico». Il caso acquistò ben presto rilevanza nazionale. Il 13 aprile l'arcivescovo si recò a Roma per la periodica visita ad limina assieme ai vescovi abruzzesi e molisani ed ebbe un incontro privato con il Papa, ricavandone un incoraggiamento a continuare la sua attività a capo della diocesi.
Peressin fu discusso anche per un'accertata evasione su alcuni investimenti privati fatti in America e non dichiarati e per una vicenda locale che lo vide pretendere 5 milioni di lire per la sfilata al corteo della Bolla della Perdonanza nel 1992.